# Boruchów
Boruchów (ukr. Борохів, Borochiw) – wieś na Ukrainie w rejonie łuckim obwodu wołyńskiego.

## Historia
Pod koniec XIX wieku wieś w gminie Poddębce, w powiecie łuckim.
Do 2020 w rejonie kiwereckim. 